# Долгоруков мост
Долгору́ков мо́ст — автодорожный железобетонный балочный мост через реку Оккервиль в Невском районе Санкт-Петербурга.

## Расположение
Расположен в створе улицы Ворошилова.
Выше по течению находится Клочков мост, ниже — Большой Яблоновский мост.
Ближайшая станция метрополитена — «Ладожская».

## Название
Название присвоено 10 февраля 2010 года по историческому названию земель в районе Малой Охты (Дача Долгорукова), принадлежавших соратнику Петра I Я. Ф. Долгорукову и одноимённой железнодорожной станции, рядом с которой в 2001—2003 годах был построен Ладожский вокзал.

## История
Мост был построен в 2009 году для соединения двух не связанных до этого момента частей улицы Ворошилова. Автор проекта — инженер института «Ленгипроинжпроект» Р. Р. Шипов. Строительные работы выполняло ЗАО «БиК-Санкт-Петербурга».

## Конструкция
Мост однопролётный железобетонный балочный. Пролётное строение состоит из 10 сборных преднапряжённых железобетонных балок, объединённых монолитной железобетонной плитой проезжей части. Устои из монолитного железобетона, на свайном основании. Мост косой в плане, угол косины составляет 39,46°. Длина моста по задним граням устоев составляет 35,3 м, ширина — 24 м.
Мост предназначен для движения автотранспорта и пешеходов. Проезжая часть моста включает в себя 4 полосы для движения автотранспорта. Покрытие проезжей части и тротуаров — асфальтобетон. Тротуары отделены от проезжей части металлическим барьерным ограждением. Перильное ограждение металлическое сварное индивидуального рисунка, на устоях завершается металлическими тумбами.